# Oxysoma punctatum
Oxysoma punctatum är en spindelart som beskrevs av Hercule Nicolet 1849. Oxysoma punctatum ingår i släktet Oxysoma och familjen spökspindlar. Inga underarter finns listade i Catalogue of Life.